# Odinophora graecator
Odinophora graecator là một loài tò vò trong họ Ichneumonidae.